# Prva hrvatska košarkaška liga
La Prva hrvatska košarkaška liga, nota anche come A1 Liga, a seguito della riforma dei campionati dell'estate 2017, è il secondo livello del campionato croato di pallacanestro.